# Eerste Friese Schaatsmuseum
Het Eerste Friese Schaatsmuseum is een cultuurhistorisch museum in de stad Hindeloopen in de Nederlandse provincie Friesland.

## Collectie
- Schaatsen.
- Rolschaatsen en de sport skaten.
- Sleeën.
- Werkplaats met lakkerij, smederij en schaatsenmakerij.
- Informatie over het kortebaanschaatsen.
- Elfstedenzaal met historisch materiaal over de Elfstedentochten.
  - Schaatsen van Prins Willem Alexander, schaatsen en medailles van Evert van Benthem, trofeeën van Jeen van den Berg, schaatskleding van Reinier Paping en een stempelkaart van Piet Kleine.
- Vitrine van de Amsterdamsche IJsclub.